# スマートボール
スマートボールは、ピンボールの一種で、パチンコの変種である。パチンコ台は遊技の盤面をほぼ垂直に設置するのに対して、スマートボールは寝かせて設置するため横モノとも呼ばれ、主としてパチンコ同様ゲーム結果によって賞品を提供する風俗営業に供された。

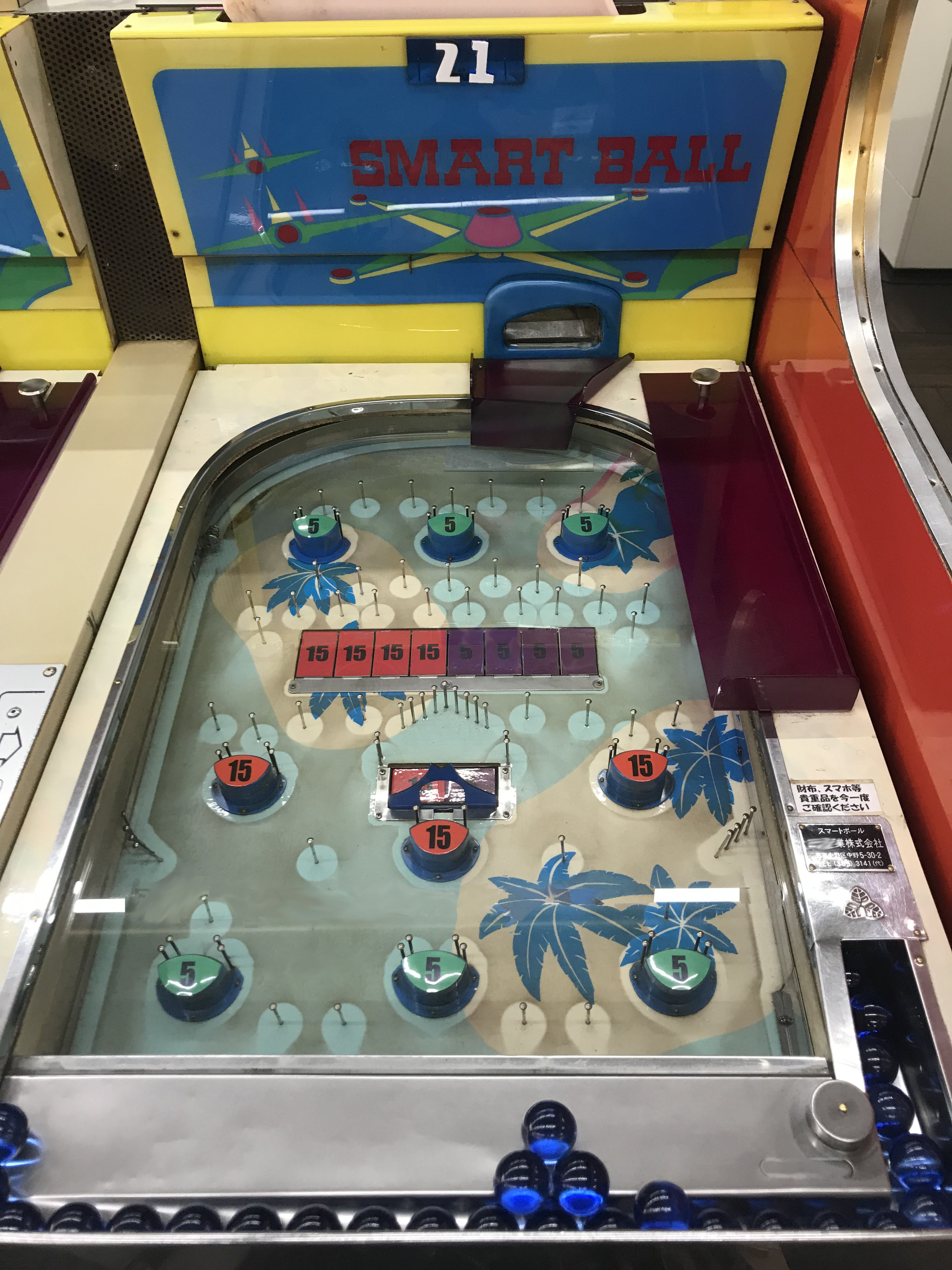
スマートボール。

## 歴史
スマートボールは、バガテルやピンボールから派生したもので、さかのぼればビリヤードと共通の原型を持つ。
キューを使ってボールをゲーム盤上の穴に入れるゲームが現在のビリヤードとなっていく過程では、穴の数や位置が様々に変えられたり、盤上に木製の柱（ピン）が立てられるなど、さまざまなバリエーションが作られた。1777年、フランスのバガテル城で開かれた、国王ルイ16世が出席してのパーティで、ピンが立てられたビリヤードの台を傾け、キューを右下に固定したゲーム盤が披露された。このゲームはバガテル城の名を取り、バガテル (テーブルゲーム)と呼ばれた。
19世紀、バガテルは欧米に広まった。ヨーロッパではフォーチュナ（Fortuna）とも呼ばれ、アメリカではピンボール（Pinball）に発展した。アメリカで独自の発展を遂げたピンボールゲームからは、台の下部に球を打ち返すためのひれ状の部品（フリッパー）を設けたフリッパーピンボールや、ビンゴゲームの要素を取り入れたビンゴ・ピンボールなどが派生する。
日本へは昭和初期に小林脳行（樟脳など防虫剤の輸入製造販売会社、1984年に倒産）がピンボールゲームの一種をコリントゲームの名で紹介し、流行をもたらした。釘を植え穴を開けた盤上に10個の鉄製の小球を順次発射し、穴に記された得点を合計して競うゲームで、コリントの名は小林脳行が自社名の小林をもじった商標名とされるという説が一部に流布されている。しかしコリンティアン・バガテル(Corinthian bagatelle)という呼称も実際イギリスには存在しており、コリントの名が完全に小林脳行のオリジナルなのかは疑問である。
また、アメリカから日本に入ったピンボールゲームは、独自の発展を見せてスマートボールとなった。
現在、4号営業 （風俗営業等の規制及び業務の適正化等に関する法律第二条第一項第四号に該当する営業。パチンコ店等が当てはまる）のスマートボールは観光地や一部温泉街等で粛々と営業を続けている状況であるが2013年に入ってスマートボールの認知向上、普及を目指した日本スマートボール協会が設立されている。

## 概要
4号営業の店では硬貨投入口に100円を投入すると、前面からボールが25個降りてくる(4号営業に該当しない転用機や後述される屋台やゲームセンターに設置される機種は料金は都度異なる)。そのボールをピンボールの要領で発射し（パチンコのハンドルと同様の形状の機種もある）玉の獲得を狙う。入賞口に入ると、5個から15個が払い出される（連勝穴といって、2個の穴に入賞して初めて払い出しのある入賞口もある。連勝穴の一方に入ると穴にボールがはまったままになり、もう一方の穴に入った時点で両方のボールが落ちて入賞となる）。
パチンコでいうスタートチャッカーに入ると数箇所、役物が開き、そこに玉が入ると15個が払い出される。一度入った口は閉じる。以上の繰り返しで玉数を稼ぐ。
ボールは盤面を覆うガラス板の上に乗るので、多すぎると盤面が見えなくなる。その場合はパチンコと同じようにボールを箱に入れる。
なお、メダルタイプやプライズタイプ（5号営業（風営法第二条第一項第五号に該当する営業。ゲームセンター等が当てはまる）向け）もあり、プライズタイプではボールの規定数が5～6球と少なく設定されている代わりに、穴に入らずに盤面下部まで到達したボールがアウトとならず再打球できるタイプが多い。また、景品価格に合わせてボールの数を調整して難易度を変更することもできる他、ゲームスピードの向上のためにボールにガラス球（ビー球）や鉄球を用いることがある。但し、現在はこのようなタイプのプライズマシンの販売は、「パチンコやピンボールをプライズマシンに使用してはいけない」というJAMMA、AOUの自主規制により、できない。
縁日などで利用される簡易型のスマートボールでは料金を払うと店員が操作して穴のボールを手元に落とし、16個の穴めがけて打ちラインがそろうと店員が確認して景品を手渡す仕組みとなっている。縁日向けの機械は、複雑な機構が必要ないこのような簡易タイプが主流となっている（但し、店員が常駐してオペレートする必要があるデメリットもある）。ラインをそろえるタイプのものは正しくはラッキーボールという名称だが、スマートボールと混同されている。
4号営業においては、獲得したボール（メダル）はパチンコと同様に景品と交換できる（5号営業の店では景品交換はできず、メダルゲーム同様に店に預けることとなる）。

## 設置状況
2020年2月現在でも、大阪（新世界）などの繁華街の一部や江ノ島等の観光地、温泉街などでスマートボール専門店が残っている。和歌山市の中心市街地ぶらくり丁にも専門店がある。東京（浅草）にもあったが、唯一残っていた専門店は2020年1月26日に閉店した。
また、豊橋の店舗は2018年9月に閉店した。
なお、慣習的にスマートボール専門店は（4号営業であっても）子供の入場が黙認されるのが普通であったが、パチンコ店への規制強化と同時に、黙認されなくなった。また、現存するスマートボールはそのすべてがパチンコで言うところの「みなし機」であるが、ギャンブル性が低く、パチンコの規定上「普通機」に該当する（パチンコでも「普通機」に対しては救済的特例が適用されている）ため、本来撤去すべきところを特例で継続設置している（逆に、「デジパチ」に該当するメダルタイプは撤去対象となった）。
現在のスマートボール設置店は風営法の4号営業店舗(パチンコ店)、5号営業店舗(ゲームセンター)､その他観光地向けで風営法に縛られない店舗が混在しており、4号営業以外の店舗ではゲームセンター扱いのため景品交換は行えない。逆に4号営業店舗は通常のパチンコと同様に景品交換が可能となっており、18歳未満の入場は厳密に禁止される。
5号営業店舗にはスマートボールのみならず、アレンジボールや雀球、4号機以前のパチスロや手打ち式パチンコが同時に設置されている事も多い。もちろんこの場合はゲームセンターになるので、18歳未満の入場も可能となる。見分け方として、店内入り口近辺に「18歳未満入場不可」との記載や景品の掲示があれば4号営業の店舗であると推察できるが、4号営業店舗から5号営業店舗に施設ごと鞍替えしている例も存在するため看板や掲示がない場合でも店内スタッフに事前確認を行うことが推奨される。
2018年末時点で全国の4号営業店における設置台数は179台となる(ゲームセンター等の設置数は含めず)。
また、縁日でも出店されることがあり、役の判定などを手動で行う簡易型の機械が用いられる。
ゲームセンター扱いのスマートボール店でも一定数の玉を得た場合は何らかの景品と交換が可能であったり、縁日等の場面では景品交換が可能な場合がある。本来であればこれらは4号営業として18歳未満の遊戯は禁止されているが、射的と同様に黙認されているのが実情である。